# Windhoek-Cimbebasia
Cimbebasia ist eine Vorstadt bzw. ein Stadtteil der namibischen Landeshauptstadt Windhoek, in der Region Khomas. Sie befindet sich im äußersten Süden des Kernstadtgebietes und grenzt im Norden an Windhoek-Prosperita.
Windhoek-Cimbebasia ist der erste Stadtteil, durch welchen Windhoeks längster Fluss, der Arebbusch, fließt. Er kommt vom westlichen Teil der Auasberge und fließt in Richtung Norden über Windhoek-Prosperita weiter. 

## Infrastruktur
Im Osten grenzt die Vorstadt an die namibische Nationalstraße B1.
In Windhoek-Cimbebasia befindet sich unter anderem eine Kirche der Siebenten-Tags-Adventisten sowie die Cimbebasia Primary School.
Im Zuge der 2017 gestarteten Initiative der Stadt Windhoek den Anteil erneuerbarer Energie im Strommix der Stadt anzuheben, wurde mit dem Windhoek Cimbebasia Solar PV Park ein Solarpark für den Stadtteil Cimbebasia in Planung gegeben. Der Baubeginn dieses Solarparks, mit einer Leistung von 25 MW, war für das Jahr 2024 angesetzt und er sollte 2026 fertiggestellt werden.